# Pseudophilomedes inflata
Pseudophilomedes inflata is een mosselkreeftjessoort uit de familie van de Philomedidae. De wetenschappelijke naam van de soort is, als Paramekodon inflatus, voor het eerst geldig gepubliceerd in 1896 door Brady & Norman.